# ハンク・ジョーンズ

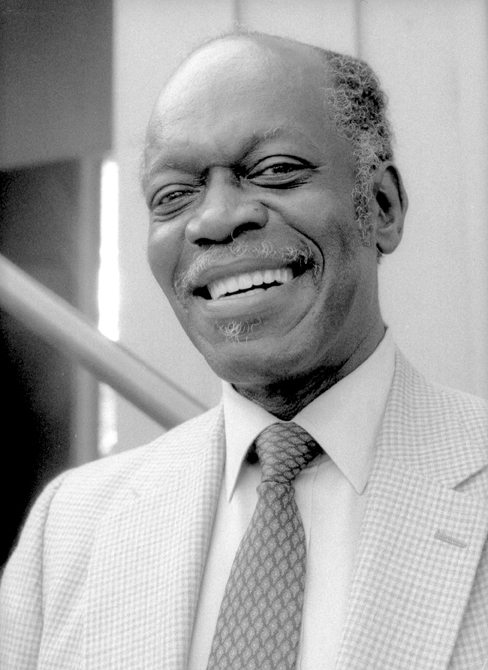
ハンク・ジョーンズ（1985年）

ハンク・ジョーンズ（Hank Jones、1918年7月31日 - 2010年5月16日）は、アメリカ人のジャズ・ピアニスト、バンドマスター、作曲家。
1989年にNEAジャズ・マスターズ、2008年にアメリカ国民芸術勲章を授与されている。
評論家やミュージシャンたちは、ジョーンズが雄弁で、リリカルで、非の打ちどころがないと述べている。演奏スタイルはスウィングに留まらず独自の成長を続け、特に彼から生み出される個性的な美しいハーモニーとソロ、優しく、時に力強い繊細なタッチは評価が高い。
ハンク・ジョーンズは、彼自身の名義で60以上のアルバムを録音しており、ゲストとして600枚を超えるレコード・CDに参加して録音した。

## 来歴

### 初期
ヘンリー・"ハンク"・ジョーンズはミシシッピ州ビックスバーグで生まれて、ミシガン州ポンティアックに移った。そこで、バプティスト助祭であり材木検査官であった彼の父親は、3階建てのレンガ造りの家を買った。ハンクは、10人の子供のひとりであり、音楽一家で育てられた。彼の母親は歌手であり、彼の2人の姉がピアノを習っていた。そして、彼の2人の弟、サド・ジョーンズ（トランペッター）およびエルヴィン・ジョーンズ（ドラマー）も、世界的に有名なジャズ・ミュージシャンとなっている。
ハンクも幼時からピアノを習っており、アール・ハインズ、ファッツ・ウォーラー、テディ・ウィルソン、アート・テイタム等の影響を受けるようになった。13歳までには、ハンクはミシガンとオハイオで演奏していた。グランドラピッズとランシングのテリトリー・バンドで演奏していた1944年に、ハンクはラッキー・トンプソンに会った。ラッキー・トンプソンは、ハンクにニューヨークのオニキス・クラブでホット・リップス・ページと働かないかと誘った。
ニューヨークでは、ハンクは、定期的に一流のバップ・ミュージシャンの演奏を聴いて、新たなスタイルを習得するに至る刺激を受けた。この頃のハンクは猛練習と平行して、ジョン・カービー、ハワード・マギー、コールマン・ホーキンス、アンディ・カーク、およびビリー・エクスタイン、スタン・ゲッツ等と働き、それらの一部は、LPとして録音された。また、親友レイ・ブラウンとは、この当時から50年以上、膨大なセッションを行い、多くのLPで共演していくこととなる。
1947年には、初のリーダー・アルバム『アーバニティ』を録音。またノーマン・グランツのジャズ・アット・ザ・フィルハーモニック（JATP）としてツアーを始めた。1948年から1953年まで、ハンクはエラ・フィッツジェラルドの伴奏者を務めた。そして、1948年秋にイギリスで彼女の伴奏をしながら、並はずれたテイストと洗練されたハーモニーの能力を発展させた。
この期間、ハンクはチャーリー・パーカーと共にいくつかの歴史的に重要な録音を行っている。その中には『Now's the Time』に納められた「歌こそは君」も含まれている。この曲は、ベースのテディ・コティック、ドラムのマックス・ローチ等と共に1952年12月に録音されている。
また、ハンクとチャーリー・パーカーとの共演は、ジャズ映像史上最大の発見とも言われる『インプロヴィゼーション』（DVD映像）にも残されている。この映像には、レスター・ヤング、コールマン・ホーキンス、エラ・フィッツジェラルドなどスターの多くが集まっている。
1955年以降ますますハンクの信頼は増し、人気ピアニストとして、ポール・チェンバース、レスター・ヤング、ヘレン・メリル、ミルト・ジャクソン、フランク・ウェスなど、数多くのスター・プレイヤーとの録音もなされている。
親日派で知られるハンクだが、1957年に、ベニー・グッドマン楽団のピアニストとして初来日している。
1958年には、ジャズの歴史的名盤『サムシン・エルス』でキャノンボール・アダレイ、マイルス・デイヴィス、アート・ブレイキーらと共演した。
1959年から1975年は、ハンクは録音活動を続ける一方、CBSスタジオのスタッフ・ピアニストを務めた。この時代には『エド・サリヴァン・ショー』でフランク・シナトラ、クリス・コナー、ウェス・モンゴメリー、ビリー・ホリデイ、ズート・シムズ、1960年に注目を集めた『デューク・エリントンの肖像』でのディジー・ガレスピーとの共演も含まれ、引き続き多くの録音をし、テレビ出演することもあった。
1962年5月19日、ジョン・F・ケネディ大統領の誕生パーティで、マリリン・モンローが歌った有名な「ハッピー・バースデイ」のピアニストもハンクであり、マリリン・モンローとは、LPでも共演している。

### 1970年代以降
ハンクの力強いソリスト、センシティブな伴奏者および情景を見る達人の類いまれのない組み合わせから、ハンクはいつもあらゆる種類のレコーディング・セッションの強いニーズがあった。また、ブロードウェイ・ミュージカル『エイント・ミスビヘイヴン』にピアニストと指揮者として参加したことによって、1970年代後半にはより多くの人にミュージシャンとしての優れた資質を知らしめた。
1970年代後半と1980年代の間も、ハンクは、実り多いレコーディングを行い続けていた。代表作のひとつでCBSスタジオ時代での仕事を経て、より新しいスタイルを確立し脚光を浴びた1975年のアルバム『ハンキー・パンキー』や、1979年の来日でシェリー・マンらと鹿児島に来日した際のライブ録音『ライヴ・イン・ジャパン』、東京で録音された『サテン・ドール』や『ハンク・ジョーンズ・トリオ』では、トリオとして当時を代表される演奏を残し、スピードと繊細さを兼ねた演奏も聴くことができる。またハンクを敬愛する作曲家・ピアニスト、ジョン・ルイスとの共演『ピアノ・デュオの夕べ』もこの期間に含まれ、トミー・フラナガンとの共演『アワー・デライツ』ではジャズ界のピアノデュオとして最高峰との評価が高い。
この期間、日本では最も有名なハンクの活動として、1975年にグレイト・ジャズ・トリオが結成された。当時、ハンクは主にCBSスタジオのスタッフ・ピアニストとして活動しており、ニューヨークのジャズ・シーンからは遠ざかっていたが、久々のカムバックとして話題になった。このトリオのメンバーとして、マイルス・デイヴィスのグループにおいて重要なメンバーであったロン・カーターとトニー・ウィリアムスを迎えた。その後、1980年にはエディ・ゴメスとアル・フォスターに交代し、1982年にジミー・コブがフォスターの後任になった。このトリオはアート・ファーマーやベニー・ゴルソンやナンシー・ウィルソンらとも録音した。ジョーンズは、1980年代前半にソロのピアニストとしてカフェ・ジーグフェルドで過ごし、日本でツアーを行った。日本のツァーではジョージ・デュヴィヴィエとソニー・スティットらと演奏し多くの録音を残した。
1988年からは、スタンダード曲に限定した『スタンダード・コレクション』シリーズを録音、5枚のCDアルバムを完成させた。元々、スタンダードを愛し1000曲以上記憶していたというハンクであったが、この頃から「Mr.スタンダード」とも呼ばれるようになってゆく。
1992年から大阪音楽大学の客員教授を務め、長期に渡り日本とアメリカを往復して後進の指導にあたり、関西地方を中心に各所で度々ソロ公演を行った。また、その同時期にパナソニックのCMに長期出演し、同CMの決めゼリフの「やるもんだ」を言うことでお馴染みで、来日時のライブにおいても決まって「やるもんだ」を聞かせてくれることが多かった。ハンクが親日家となった背景には日本に度々招聘した伊藤八十八と石塚孝夫による功績が大きい。
また、作曲家としてのハンクにも注目すべきであろう。自己主張の少ないジョーンズが自作品を演奏することは少ないが、「Interface」「Duplex」などキャッチーな作品のほか、「Minor Contention」（アルバム『ハンキー・パンキー』所収）、「Ah, Oui」「Hank's Blues」など、様々な作風を見せる。ハンクは自作品に限らず作曲家のメロディを大変大切にすることでも知られる。
ニューヨークでは「ブラッドレイズ」ジャズ・クラブなどにレギュラー出演していた。

### 2000年代以降
2002年には、こういった作曲家としてのハンク・ジョーンズに注目した作品『Sublime: Honoring the Music of Hank Jones』が発売。ハンクを尊敬するチック・コリアらがジョーンズの作曲作品を演奏した。
その後も全世界で多くの演奏と録音を続け、「東京JAZZ 2006」においては渡辺貞夫、チック・コリアと共演した。2007年、アルバム『Kids: Live at Dizzy's Club Coca-Cola』が第50回グラミー賞にむけて「最優秀ジャズ・インストゥメンタル・アルバム（個人もしくはグループ）」と「最優秀ジャズ・インストゥメンタル・ソロ」にノミネートされた。
2008年、「東京JAZZ 2008」においては、デイヴィッド・サンボーン、ロン・カーター、ジョージ・ムラーツらと共演し、ドン・セベスキー編曲によるNHK交響楽団との共演も実現、この演奏はラジオでの生中継のほか、NHK BSでも放送され話題を集めた。同年、ホワイトハウスにおいてブッシュ大統領からアメリカ国民芸術勲章を授与された。
2009年2月、第51回グラミー賞において生涯業績賞生涯業績賞を受賞した。同年同月、グレイト・ジャズ・トリオとして来日し、「ブルーノート東京」における演奏はBSフジの『Speak in Music』内で放送され、その人気から何度も再放送された。4月にはメトロポール・オーケストラと共演。ハンクの作曲作品がフル・オーケストラで演奏され、8月にもグレイト・ジャズ・トリオで来日、東京、軽井沢、下関、大阪、岩手でツアー、帰国後すぐヨーロッパでツアーを行った。
2010年2月、「ブルーノート東京」にデヴィッド・ウォン、リー・ピアソンとのグレイト・ジャズ・トリオで出演。2月24日、最後のアルバムとなる『ラスト・レコーディング』の録音には、「ブルーノート東京」公演において飛び入りしたロイ・ハーグローヴも急遽参加する。2010年2月28日には新潟市民芸術文化会館に集まった900名前後のファンの前で、生涯最期となるピアノを演奏。アンコール後も、会場の入り口に登場し、サイン会を実施、200名近くの長蛇の列となり、すべてのファンひとりずつに声をかけ、握手し、サインを行った。
3月、帰国後もスケジュールは1年近く先まで決まっている人気ぶりで、世界各国へのツアー準備をしている矢先、2010年4月に体調を崩し緊急入院、5月16日にニューヨーク、ブロンクスのホスピスで闘病の末亡くなった。その最期を看取ったのはハンクのパーソナル・マネジャーを長年務めていたニューヨーク在住の村田起代子であった。
ハンクは、ファンに心配をかけないため、これまでも多くの重大な入院を乗り越え奇跡のカムバックを果たしても、ファンにそれを口にすることは無かった。
努力の人であり、生涯通じて毎日欠かさずピアノの練習を行った。また、移動中も握力を鍛えるボールを離すことは無かった。「200歳まで演奏を続ける」、「練習は、1日休めば自分に分かる。3日休めばカミさんが分かる、7日休めば仕事が無くなる」が口癖だった。

## ディスコグラフィ
※年号は主に演奏した年
- 1944 HOT and COZY
- 1946 Opus De Bop
- 1946 Night Music
- 1947 Urbanity (Clef)
- 1948 Cool Riff
- 1949 Jazz at the Philharmonic
- 1949 Collates
- 1949 Flip Phillips
- 1949 A Studio Chronicle 1940-1948

- 1950 Hank Jones Piano (Mercury)
- 1950 Pres/Lester Young Quartet
- 1950 Enchanting Ella Fitzgerald: Live at Birdland
- 1952 Now's the Time
- 1953 Stan Getz special vol.2
- 1954 Rare Recordings 1948-1962
- 1955 Presenting "Cannonball"
- 1955 With Strings
- 1955 That´s Nat
- 1955 The Trio (Savoy)
- 1955 Bluebird
- 1955 Hank Jones Quartet(Savoy MG)
- 1956 Hank Jones Piano Solo
- 1956 The New York Rhythm Section Of Hank Jones
- 1956 Trio
- 1956 Jackson's Ville
- 1956 Dream Of You
- 1956 Wilder 'n' Wilder
- 1956 The Jazz Skyline
- 1956 Have You Met Hank Jones
- 1956 Introducing Lee Morgan
- 1957 Bass On Top
- 1957 New Trombone
- 1958 The Talented Touch
- 1958 Portrait Of Art Farmer
- 1958 Porgy & Bess
- 1959 Opus De Blues
- 1959 Bags & Trane

- 1960 A Portrait Of Duke Ellington
- 1961 So Much Guitar!
- 1961 We Free Kings
- 1962 Asia Minor
- 1962 Strings By Candlelight
- 1963 Here's Love
- 1964 Lucky Strikes
- 1964 This is Ragtime Now!
- 1965 Bakers Holiday
- 1966 Happenings
- 1966 The Total
- 1967 Johnny Smith
- 1967 The art of performing
- 1968 Road Song
- 1969 But Beautifu
- 1969 1969 All-Star White House Tributel

- 1970 Just a-sittin' and a-rockin'
- 1971 Flute in
- 1972 TANGERINE
- 1973 Zoot At Ease
- 1974 Strike up the band
- 1975 『ハンキー・パンキー』 - Hanky Panky (East Wind)
- 1976 Hank (Hank Jones Solo Piano) (Jazz Alliance)
- 1976 Love For Sale
- 1976 Arigato
- 1977 'Bop Redux
- 1977 I Remember You (Black & Blue)
- 1977 Just for Fun (Galaxy)
- 1977 Portions
- 1977 At The Village Vanguard Again
- 1977 Direct From L.A.
- 1977 Hello Like Before
- 1977 Just For Fun
- 1977 Rockin' in Rhythm
- 1978 Our Delights (Galaxy)
- 1978 Ain't Misbehavin' (Galaxy)
- 1978 Groovin' High (Muse)
- 1978 Compassion
- 1978 Tiptoe Tapdance
- 1979 Live In Japan
- 1979 Satin Doll Hank Jones solo&trio(LOB)
- 1979 The Definitive Black & Blue Sessions

- 1980 The Incredible Hank Jones Meets Bellson & Ira Sullivan
- 1980 Re Visited vol.2
- 1980 MoreOver
- 1981 エミリー・レムラー Firefly
- 1982 Threesome
- 1983 ビル・エヴァンス、レッド・ミッチェルと共同名義, 『ムーズ・アンリミテッド』 - Moods Unlimited (Paddle Wheel, PJL)
- 1983 I'm All Smiles
- 1984 Hangin' Out
- 1985 『グレイト・ジャズ・カルテット・ライヴ・イン・ジャパン』 - Great Jazz Quartet Live In Japan (All Art) 1986年（「郵便貯金会館」におけるライヴ）
- 1987 Duo (Timeless) 1988年
- 1988 The Spirit of 176 (Concord)
- 1989 The Oracle (EmArcy)
- 1989 Lazy Afternoon (Concord Jazz)

- 1990 ビリー・ヒギンス、Ray Drummondと共同名義, The Essence (DMP) 1991年
- 1990 Hank Jones with the Meridian String Quartet (LRC)
- 1991 Hank Jones Trio with Mads Vinding & Al Foster (Storyville) 2010年
- 1991 Live at Maybeck Recital Hall (Concord) 1992年（ライヴ）
- 1991 『ジャスパー 91』 - Jazzpar 91 (Storyville)
- 1991 ペギー葉山と共同名義, 『イッツ・ビーン・ア・ロング・タイム』 - It's Been A Long , Long Time (King) 1992年
- 1992 When There Is Love (Verve)
- 1992 Handful of Keys: Music of Fats Waller (Verve)
- 1993 Upon Reflection: The Music of Thad Jones (verve)（エルヴィン・ジョーンズ、ジョージ・ムラーツとのトリオ）
- 1994 チャーリー・ヘイデンと共同名義, 『スピリチュアル』- Steal Away (Verve) 1995年
- 1996 Favors (Verve) 1997年（ジョージ・ムラーツ、Dennis Mackrelとのトリオに加えて The Winds Jazz Orchestraの編成。大阪音楽大学におけるライヴ。）

- 2003-04 『マイ・ファニー・ヴァレンタイン』 - My Funny Valentine (Eighty-Eight's) 2005年
- 2004 『ラウンド・ミッドナイト』 - 'Round Midnight (Eighty-Eight's) 2006年
- 2004 For My Father  (Justin Time) 2005年
- 2006 Kids: Live at Dizzy's Club Coca-Cola (Blue Note) 2007年
- 2006 West of 5th (Chesky)
- 2006 Eddie Diehlと共同名義, Well, Here It Is (Lineage)
- 2006 フランク・ウェスと共同名義, Hank and Frank (Lineage)
- 2006 ジェームス・ムーディ（英語版）と共同名義, Our Delight (IPO Recordings) 2008年
- 2008 オリヴァー・ジョーンズ（英語版）と共同名義, Pleased To Meet You (Justin Time)
- 2008 Jazz Baltica Ensembleと共同名義, One For Three - The Jones Suite - Live at Jazzbaltica Salzau (Enja) 2010年（「Jazzbaltica Salzau」におけるライヴ）
- 2009 フランク・ウェスと共同名義, Hank and Frank II (Lineage)
- 2009 Jazz at Prague Castle 2009 (MULTISONIC) 2010年（プラハ城におけるライヴ）
- 2009 Alone Together with Hank Jones - Single by Christian McBride
- 2010 チャーリー・ヘイデンと共同名義, 『カム・サンデイ』 - Come Sunday 2012年 (EmArcy)

他多数

### サイドマン作品
- 1958 キャノンボール・アダレイ, 『サムシン・エルス』 - Somethin' Else (Blue Note)

- 1986 Greg Marvin, I'll Get By (Hi-Hat) 1987年
- 1987 Harry "Sweets" Edison、Joe Newman、Al Aarons,' 『トランペット・ワークショップ・ウィズ・ハンク・ジョーンズ・トリオ』 - Trumpet Workshop With Hank Hank Jones Trio (Lobster) （「郵便貯金会館」におけるライヴ）
- 1989  The Paris All-Stars, 『チャーリー・パーカーに捧げる』 - Homage To Charlie Parker (A&M) 1990年
- 1989 ルー・タバキン, Desert Lady  (Concord Jazz) 1990年

- 1992 ペギー葉山, 『よさこい　いん JAZZ』 - Yosakoi in Jazz (King)
- 1996 Jesse Davis, From Within
- 1999 金澤英明, Happy talk
- 1999 Marlene VerPlanck, My Impetuous Heart (Drg) 2000年
- 2004 安則眞実 『CHAKA JAZZ ~ believin'』

- 2004 Joe Lovano, Joyous Encounter (Blue Note)
- 2005 V.A., One More: Music of Thad Jones (IPO Recordings)
- 2009 Roberta Gambarini, You are there (Victor)

## 出演映像
DVD&Blu-ray等
- 1994 Great Day in Harlem(1958) [DVD]
- 1996 グレート・ジャズ・イン・神戸 ’96 [DVD]
- 1997 The Panasonic Village Jazz Festival 1997 [DVD]
- 1998 I Left My Heart In San Francisco 名曲物語 vol.9 [DVD]
- 1999 100 GOLD FINGERS-PIANO PLAYHOUSE- Vol.2 [DVD]
- 2005 インプロヴィゼーション(1950) [DVD]
- 2006 レジェンド・オブ・ジャズ・ピアノ~ライヴ・アット・ブルーノート東京<Piano solo>~ [DVD]
- 2006 ライヴ・アット・ブルーノート東京<Great Jazz Trio> [DVD]
- 2006 レジェンド・オブ・ジャズ~ライヴ・アット・ブルーノート東京<solo&trio> [Blu-ray]
- 2008 Jazz Master Class Series From Nyu [DVD]
- 2008 トリビュート・トゥ・チャーリー・パーカー(1989) [DVD]

TV系列
- 2006 東京Jazz2006 [NHK BS]
- 2008 東京Jazz2008 [NHK BS]
- 2009 Speak in Music [BS フジ]

他多数

## 作曲作品
- Interface
- Minor Contention
- Angel Face
- Intimidation
- We're All Together
- Ripples
- Duplex
- Ah, Oui
- The Other Blues
- Moreover
- To Destiny
- Hormone
- Vignette
- Out Of Round
- Sublime
- Recapitulation
- Alpha
- Time Warp
- Passing Time
- Hank's Blues

他多数